# 公民宗教

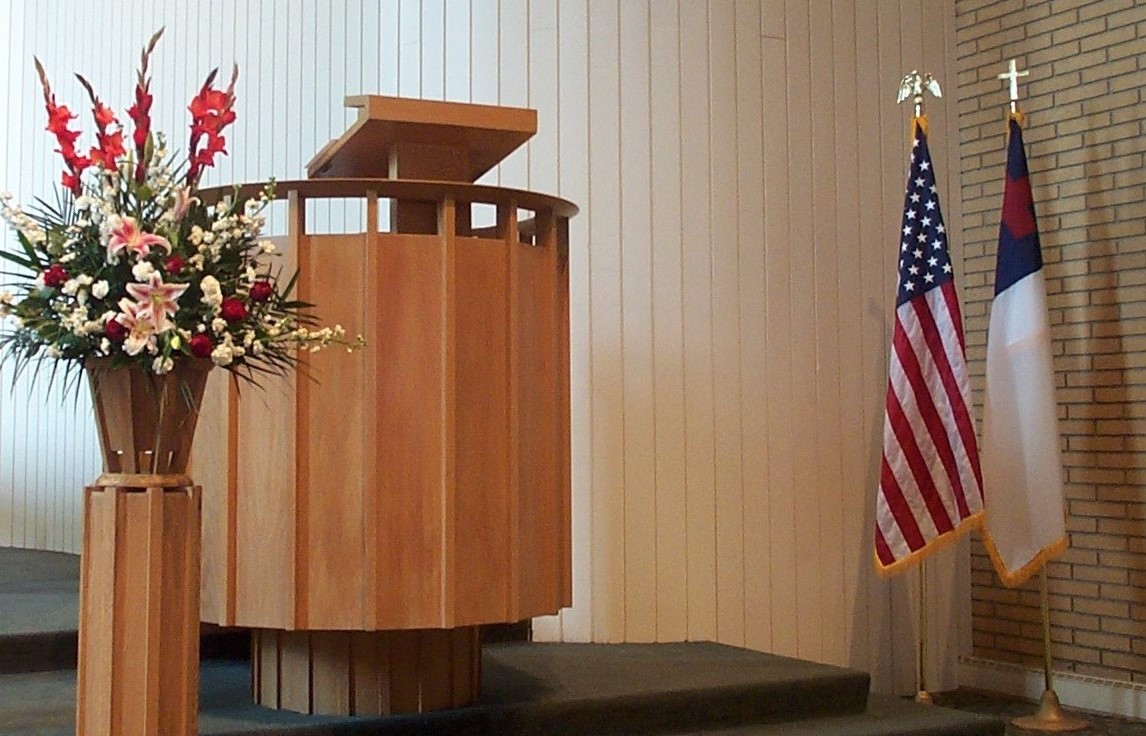
在加利福尼亞州的一個教堂內，基督教旗幟和美國國旗展示在一起

公民宗教（Civil religion）是一個起源於法國的政治概念，但自1960年代罗伯特·贝拉使用以來，該詞彙成為美國社會學界的一個主要話題。公民宗教是指通過公共儀式、符號（如國旗）、節日、聖地（如紀念碑）表達一個民族的隱含的宗教性價值觀。公民宗教雖然並非宗教，但有時宗教人士和儀式會被納入公民宗教。有學者認為美國國旗可被視為美國國家崇拜的主要圖騰。

## 外部連結
- Initiative on Religion in International Affairs（页面存档备份，存于） at Harvard
- . www.robertbellah.com.   [2006-07-04]. （原始内容存档于2005-03-06）. by Robert N. Bellah
- . Encyclopedia of Religion and Society.   [2006-07-04]. （原始内容存档于2006-09-01）.